# Scutigera oxypyga
Scutigera oxypyga är en mångfotingart som beskrevs av Muralevitsch 1910. Scutigera oxypyga ingår i släktet Scutigera och familjen spindelfotingar.
Artens utbredningsområde är Ukraina. Inga underarter finns listade i Catalogue of Life.